# Tilen
Tilen je moško osebno ime.

## Različice imena
Til (m), Tilj (m), Tilan (m), Tilka (ž)

## Izvor imena
Ime Tilen izhaja iz imena Egidij in je pisna različica za narečne oblike imena: Ilj, Tilj, Tiljan, Tilih.

## Pogostost imena
Po podatkih Statističnega urada Republike Slovenije je bilo na dan 31. decembra 2007 Sloveniji 3.037 oseb z imenom Tilen. Ime Tilen je bilo tega dne po pogostosti uporabe na 81. mestu. Ostale različice imena, ki so bile še v uporabi: Til (40). 

## Osebni praznik
V koledarju je ime Tilen uvrščeno k imenu Egidij. God
praznuje 1. septembra.